# Клудно (гміна Кльвув)
Клудно (пол. Kłudno) — село в Польщі, у гміні Кльвув Пшисуського повіту Мазовецького воєводства.
Населення — 340 осіб (2011).
У 1975-1998 роках село належало до Радомського воєводства.

## Демографія
Демографічна структура станом на 31 березня 2011 року:
|          | Загалом | Допрацездатний вік | Працездатний вік | Постпрацездатний вік |
| -------- | ------- | ------------------ | ---------------- | -------------------- |
| Чоловіки | 162     | 36                 | 104              | 22                   |
| Жінки    | 178     | 31                 | 98               | 49                   |
| Разом    | 340     | 67                 | 202              | 71                   |